# Gobiernos de José María Aznar

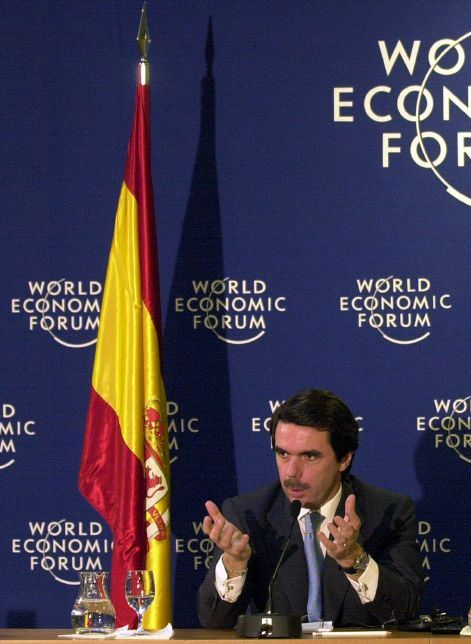
José María Aznar en 2000.

Los gobiernos de José María Aznar (1996-2004) constituyen el tercer periodo del reinado de Juan Carlos I de España. Durante ocho años el Partido Popular (PP) ocupó el gobierno de España bajo la presidencia de José María Aznar. En su primer mandato (1996-2000), al no haber obtenido la mayoría absoluta, el PP tuvo que recurrir al apoyo de los nacionalistas catalanes de CiU para gobernar, pero en su segundo mandato (2000-2004) no tuvo necesidad de pactos al haber obtenido la mayoría absoluta en las elecciones generales de marzo de 2000.
En esta segunda etapa de gobierno el PP se encontró con una mayor oposición por parte del PSOE que tras la elección de un nuevo equipo dirigente encabezado por José Luis Rodríguez Zapatero superó por fin la larga crisis que había vivido tras las derrotas sucesivas de las elecciones de 1996 y de 2000. Asimismo entre 2000 y 2004 el PP tuvo que hacer frente a una mayor movilización social en contra de algunas de sus políticas —como la educativa o el Plan Hidrológico Nacional que preveía el trasvase del Ebro hacia Valencia, Murcia y Almería— que alcanzó su punto culminante el 20 de junio de 2002 con la huelga general que convocaron los dos grandes sindicatos CC OO y UGT para mostrar su rechazo al «decretazo» que preveía recortes en el subsidio de desempleo y que finalmente fue retirado. La movilización callejera continuó a causa de la gestión del gobierno de la catástrofe ecológica del petrolero Prestige —que en noviembre de 2002 sufrió la ruptura de su casco frente a las costas de Galicia produciéndose el vertido al mar de una parte del fuel-oil que transportaba y que en pocos días contaminó la costa gallega con toneladas de chapapote— y sobre todo por el rechazo a la guerra de Irak, apoyada por el gobierno de Aznar.

## La «legislatura de la crispación» y el triunfo del Partido Popular en las elecciones de 1996

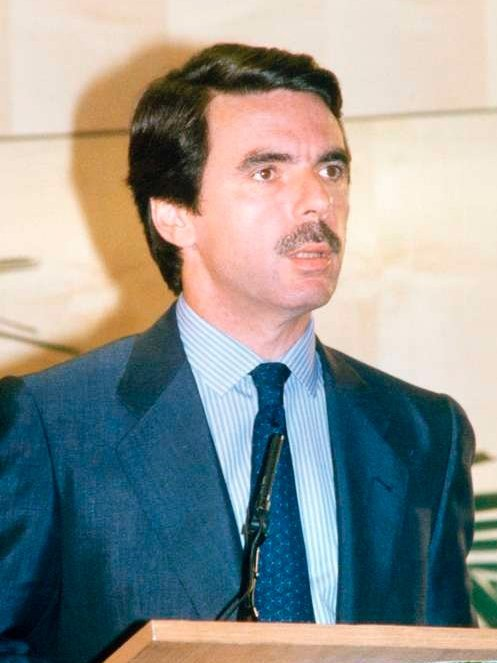
José María Aznar en 1996.

Sorprendentemente en las elecciones de junio de 1993 el PSOE volvió a ganar y el Partido Popular de José María Aznar, que estaba convencido de su victoria, fue derrotado. Sin embargo, los socialistas no renovaron la mayoría absoluta que tenían desde 1982 —se quedaron a 17 escaños—, por lo que para poder gobernar Felipe González tuvo que llegar a un acuerdo parlamentario con los nacionalistas catalanes y vascos.
Además de ocuparse de la crisis económica que se había iniciado en la segunda mitad de 1992, el gobierno socialista de Felipe González tuvo que hacer frente a la aparición de nuevos escándalos, que se tradujeron en un duro enfrentamiento con la oposición, tanto del Partido Popular como de Izquierda Unida, por lo que el cuarto mandato socialista sería conocido como la «legislatura de la crispación».
Entre los nuevos escándalos, el más espectacular y el de mayor impacto popular y mediático fue el «caso Roldán», llamado así por Luis Roldán, primer director no militar de la Guardia Civil de toda su historia, que fue detenido acusado de haber amasado una fortuna gracias al cobro de comisiones ilegales de los contratistas de obras de la Benemérita y a la apropiación de los fondos reservados del Ministerio del Interior y que, en abril de 1994, cuatro meses después de su detención, se dio a la fuga. Estos escándalos abrieron de nuevo una crisis de confianza en el gobierno socialista que se tradujo en la exigencia de la dimisión del presidente del gobierno por parte de José María Aznar, líder del Partido Popular, y de Julio Anguita, coordinador general de Izquierda Unida.
En este contexto se celebraron las elecciones al Parlamento Europeo de junio de 1994, en las que el Partido Popular por primera vez sobrepasó al PSOE en número de votos —obtuvo el 40% de los sufragios frente al 30% de los socialistas—, lo que le llevó a exigir la celebración de elecciones generales, pero Felipe González se negó, una vez confirmado que seguía teniendo el apoyo de CiU. José María Aznar a partir de entonces en cada intervención parlamentaria utilizará la «machacona invectiva» de «Váyase, señor González» jaleada por los diputados del grupo parlamentario popular.
Un mes antes de celebrarse las elecciones europeas el juez Baltasar Garzón —que había dejado su escaño de diputado en el Congreso por el PSOE y el cargo de Delegado del Gobierno para el Plan Nacional sobre Drogas y había vuelto a su juzgado de la Audiencia Nacional— reabrió el caso GAL y concedió la libertad provisional a los policías José Amedo y Michel Domínguez que habían sido condenados en 1988 por su participación en varios atentados atribuidos al «Grupos Antiterroristas de Liberación» y que estaban dispuestos a contar todo lo que sabían una vez el gobierno no aprobó su indulto tal como se les había prometido. Las declaraciones de Amedo y Domínguez condujeron a la detención de varios altos cargos de la administración socialista por su presunta participación en el secuestro y asesinato frustrado del ciudadano francés Segundo Marey, confundido con un miembro de ETA por un comando de los GAL.
En marzo de 1995 se destapó otro gran escándalo relacionado con la «guerra sucia» contra ETA. En esa fecha se produjo la detención por orden del juez de la Audienda Nacional Javier Gómez de Liaño del general de la Guardia Civil Enrique Rodríguez Galindo por su presunta implicación en el «caso Lasa y Zabala», el secuestro y posterior asesinato de José Antonio Lasa y José Ignacio Zabala, presuntos miembros de ETA capturados en Francia por los GAL en 1983 y cuyos cadáveres, enterrados en cal viva, fueron encontrados en Busot (Alicante) dos años después.
Poco después estallaba un tercer escándalo relacionado con los GAL y que fue conocido como el de los papeles del CESID, que mostraría, según David Ruiz, las «cotas insólitas» que llegó a alcanzar «la estrategia de acoso al Gobierno presidido por Felipe González». Se trataba de la sustracción por parte del segundo jefe del servicio secreto, el coronel Juan Alberto Perote, de una serie de documentos que al parecer implicaban a más políticos socialistas en el «caso de los GAL» y que Perote, según informó el diario El País, había entregado a Mario Conde para que chantajeara a las altas instancias del Estado para que neutralizaran las acciones judiciales emprendidas contra él y contra Javier de la Rosa. Una parte de los documentos eran transcripciones de las escuchas telefónicas ilegales, por lo que el vicepresidente del gobierno Narcís Serra, ministro de Defensa cuando se realizaron las escuchas, y su sucesor en el cargo, Julián García Vargas, se vieron obligados a presentar la dimisión.

Resultado de las elecciones generales de España de 1996 por provincias.

En mayo de 1995 se celebraron las elecciones municipales y autonómicas, en un clima marcado por el atentado perpetrado por ETA el 20 de abril y del que salió milagrosamente ileso el líder de la oposición, José María Aznar, y la detención y entrega en Laos del fugado Luis Roldán. La victoria fue de nuevo para el Partido Popular que aventajó en casi cinco puntos al PSOE —consiguió el 35,2% de los votos emitidos frente al 30,8% de los socialistas—. Casi todas las capitales de provincia y las ciudades de más habitantes pasaron a estar gobernadas por el PP.
Ante el cúmulo de escándalos el líder de CiU y presidente de la Generalidad de Cataluña, Jordi Pujol, retiró el apoyo parlamentario de los diputados de CiU al gobierno, por lo que éste quedó en minoría en las Cortes. El presidente del gobierno Felipe González no tuvo más remedio que convocar elecciones generales para el 3 de marzo de 1996.
El Partido Popular ganó las elecciones pero no por el amplio margen que se esperaba pues sólo superó al PSOE en 300.000 votos —9,7 millones frente a 9,4 millones— y se quedó lejos de la mayoría absoluta —consiguió 156 diputados, 15 más que el PSOE—. De todas formas el PP logró su objetivo de desalojar a los socialistas del poder, «después de intentarlo con denuedo durante más de una década».
La gran decepción por el resultado electoral se la llevó Izquierda Unida que esperaba acercarse al PSOE, e incluso superarle, y se tuvo que conformar con 21 diputados.

## La política económica y social

### La modernización económica, la adopción del euro y la «burbuja inmobiliaria»
El programa económico que puso en práctica el Partido Popular se fijó como objetivos inmediatos mejorar la eficiencia y la competitividad de la economía con la liberalización de los mercados de determinados sectores y con la completa privatización de empresas públicas, como Telefónica o Repsol; reducir la inflación mediante el control del gasto público y la consiguiente disminución del déficit presupuestario —hasta alcanzar el déficit 0— y la «moderación salarial» que se pactaría con los sindicatos; y «flexibilizar» el mercado de trabajo, impulsando el «diálogo social» para reducir las indemnizaciones por despido e incentivar así las contrataciones indefinidas —el acuerdo entre la CEOE, UGT y CC OO y el gobierno fue firmado efectivamente en abril de 1997—.
La finalidad última de estas medidas era cumplir con los requisitos impuestos por la Unión Europea —inflación, déficit público, deuda pública, tipos de interés— para poder adoptar la nueva moneda común, el euro. Y en este campo el éxito fue completo porque la economía española experimentó un fuerte crecimiento, se redujo el paro y la inflación bajó a mínimos históricos, por lo que en mayo de 1998 España pudo formar parte del grupo de once países de la Unión Europea que adoptaron el euro, aunque hasta el 1 de enero de 2002 los billetes y monedas de euros no comenzaron físicamente a circular.
Una de las claves de este éxito fue la política de privatizaciones de las grandes empresas públicas que proporcionaron al Estado unos enormes ingresos extraordinarios que sirvieron para reducir la deuda pública y el déficit.
La otra cara del fuerte crecimiento económico de estos años fue la burbuja inmobiliaria que generó ya que el principal motor económico fue la construcción de viviendas y la demanda de las mismas se debía a que muchos ahorradores no las compraban para habitarlas sino como inversión para venderlas más adelante a un precio mayor, gracias al alza constante de su valor. Asimismo la adquisición de una vivienda se convirtió en uno de los problemas más acuciantes para muchas personas, especialmente para los jóvenes.

### El mantenimiento del estado del bienestar y el nuevo fenómeno de la inmigración
La favorable coyuntura económica permitió hacer compatible el mantenimiento del gasto social (educación, sanidad, pensiones) con la reducción del déficit público y con la rebaja de los impuestos directos. Esto eliminó los temores que había suscitado entre ciertos sectores la llegada al poder del Partido Popular por la posible reducción de las prestaciones sociales.
En el tema de las pensiones, por ejemplo, el PP reafirmó la validez del llamado Pacto de Toledo, firmado en 1995, por el que se garantizaba el mantenimiento y la viabilidad del sistema público de pensiones basado en las cotizaciones de empresarios y trabajadores. Además, gracias al aumento espectacular del número de afiliados, la Seguridad Social consiguió superar el déficit que tenía en 1995. Eso es lo que indujo al gobierno a presentar en las Cortes un proyecto de ley —que fue aprobado en 1999— de revalorización automática de las pensiones —que sería igual a la inflación registrada cada año—.
El gobierno Aznar no obtuvo los mismos apoyos cuando planteó la reforma de la Ley de Extranjería de 1985 que había quedado obsoleta para abordar el nuevo fenómeno de la inmigración, algo completamente nuevo en la historia reciente de España. Así a finales de 1999 se produjo la paradoja de que la ley finalmente aprobada por las Cortes no contó con el apoyo del PP, ya que CiU votó junto con la oposición, pero en cuanto obtuvo la mayoría absoluta en las elecciones de 2000 el PP cambió la ley con el fin de restringir la entrada de emigrantes y limitar los derechos de los que no estuvieran regularizados —los llamados «sin papeles», que en 2000 eran unos 250.000 de un total de 800.000 emigrantes—.
Por otro lado, los sucesos que se produjeron en El Ejido (Almería) a principios del año 2000 —decenas de marroquíes fueron agredidos por un numeroso grupo de vecinos como respuesta al asesinato de una mujer atribuido a un enfermo mental de origen magrebí— pusieron de manifiesto con toda crudeza el problema de la xenofobia en relación con la emigración.

## El giro en la política antiterrorista y el enfrentamiento con los nacionalismos «periféricos»

### La política antiterrorista y la reafirmación del nacionalismo español
El gobierno del PP desarrolló una política antiterrorista basada en una idea que ningún gobierno democrático había defendido hasta entonces: que exclusivamente con medidas policiales se podía acabar con ETA. Así pues, el único «diálogo» posible con ETA era el de la entrega de las armas.
El gobierno cosechó un resonante primer éxito al conseguir liberar a principios de julio de 1997 a José Ortega Lara, un funcionario de prisiones militante del PP que llevaba secuestrado por ETA 532 días (el secuestro más largo de la historia de la democracia). Pero pocos días después, el 11 de julio, se producía un hecho que abriría una nueva etapa en la historia del «conflicto vasco». Ese día ETA secuestraba a Miguel Ángel Blanco, un joven concejal del PP de la localidad vizcaína de Ermua, y amenazaba con «ejecutarlo» si antes de 48 horas el gobierno no accedía a trasladar a los presos de ETA a cárceles del País Vasco. Al conocerse la noticia se produjo la mayor movilización social que se recordaba en contra del terrorismo, especialmente en el País Vasco y Navarra, lo que era aún más significativo, pera transcurrido el plazo ETA asesinó a Miguel Ángel Blanco. Esto no hizo sino acrecentar aún más el rechazo a ETA, que se extendió también a su «brazo político», Herri Batasuna, que no condenó el asesinato —y en mayo de 1998 el juez Garzón ordenaba el cierre del diario abertzale Egin por su presunta vinculación con ETA—. La prensa comenzó a utilizar el término «espíritu de Ermua» para explicar aquella inmensa movilización social antiterrorista.
La política antiterrorista del gobierno del PP iba unida a una reafirmación del nacionalismo español, ya que el PP no consideraba a España como «una nación de naciones» y menos aún como un «Estado plurinacional» sino una «nación única», aunque «diversa culturalmente». Por eso, el gobierno de Aznar desarrolló una política de «uniformización» del Estado de las Autonomías a la que se opusieron los partidos nacionalistas subestatales de Cataluña (CiU), el País Vasco (PNV) y Galicia (BNG), que firmaron en julio de 1998 la Declaración de Barcelona en la que acordaron llevar adelante una política conjunta para el reconocimiento de sus respectivas «realidades nacionales».

### La respuesta del nacionalismo vasco: el pacto de Estella y la tregua de ETA
El «espíritu de Ermua» fue interpretado por el PNV como una ofensiva «españolista» que pretendía acabar con la hegemonía que había ostentado el nacionalismo vasco desde la recuperación de la democracia. Así en marzo de 1998 el lehendakari José Antonio Ardanza daba a conocer un «Plan de Pacificación» en el que, partiendo del Pacto de Ajuria Enea de 1988, defendía la necesidad de dar respuesta a la «disidencia cívico-política de una notable porción de la sociedad que, girando en torno al "terrorismo" [entre comillas en el original], no está dispuesta a aceptar el statu quo». Para ello proponía que tras conseguir el cese de la violencia de ETA se abriera un diálogo de todas las fuerzas políticas vascas cuyo resultado debería ser aceptado por el gobierno central y el resto de las instituciones del Estado. Tanto el PP como el PSOE se negaron a participar en el diálogo propuesto en esas condiciones, lo que supuso «la defunción de la Mesa de Ajuria Enea, que nunca volvería a reunirse», como ha señalado Charles Powell.
El fracaso del Plan Ardanza llevó a la dirección del PNV —y de Eusko Alkartasuna— a ponerse en contacto con la dirección de ETA para que declarara una tregua indefinida y, a cambio, pactaría con HB una alternativa que «superara» el marco del Estatuto de Autonomía de 1979. El 12 de septiembre de 1998 PNV, EA y HB —y también Izquierda Unida del País Vasco— firmaban el Pacto de Estella y cuatro días después ETA anunciaba el cese indefinido de la violencia. Así, 1999 fue el primer año desde 1971 en que no hubo muertos a causa de los atentados terroristas de ETA, aunque la violencia callejera de la kale borroka protagonizada por las organizaciones juveniles de la izquierda abertzale no desapareció.
Durante la tregua, el gobierno del PP llegó a entablar contactos con la cúpula de ETA pero sin hacer concesiones «políticas» —aunque más de un centenar de presos de ETA fueron trasladados a prisiones del País Vasco— y manteniendo la idea expresada por el ministro del Interior Jaime Mayor Oreja de que se trataba de una «tregua trampa», es decir, de que ETA había proclamado el cese de la violencia sólo para reorganizarse después de los duros golpes policiales que había recibido.
En noviembre de 1999 ETA anunciaba la ruptura de la tregua al no haberse avanzado en el «proceso de construcción nacional» vasco —ni PNV ni EA habían aceptado su propuesta de constituir un «Parlamento constitucional soberano» elegido al margen del Estatuto— y en enero de 2000 perpetraba un nuevo atentado, el asesinato en Madrid del teniente coronel Antonio Gracia Blanco. Otra de las razones para poner fin a la tregua había sido que las elecciones al Parlamento Vasco de 1998 no habían supuesto un triunfo arrollador de los partidos que apoyaban el Pacto de Estella frente a los partidos «constitucionalistas» —el PP y el PSOE, defensores de la validez del Estatuto de 1982— y tampoco las elecciones forales y municipales de junio de 1999, en las que además los «constitucionalistas» lograron la mayoría en la diputación foral de Álava y en el ayuntamiento de Vitoria, gobernados ambos a partir de entonces por el Partido Popular y Unidad Alavesa.

### El pacto antiterrorista PP-PSOE y el «giro soberanista» del PNV
A lo largo del año 2000 ETA cometió varios atentados contra dirigentes y cargos electos de los partidos «constitucionalistas» que se habían opuesto al Pacto de Estella y el PP y el PSOE decidieron firmar un Pacto Antiterrorista, al que no se sumaron ni el PNV ni EA. Este pacto, junto con el cerco legal a Batasuna, y la creciente efectividad policial debilitaron hasta tal punto a ETA que el número de atentados se redujo y en 2003 sólo hubo tres con víctimas mortales y en 2004 ninguno. Sin embargo, el enfrentamiento entre «nacionalistas» y «constitucionalistas» no se redujo ya que los primeros siguieron manteniendo la validez del «giro soberanista» que habían dado con la firma del Pacto de Estella, aunque el pacto quedó en suspenso al negarse Batasuna a condenar el atentado contra el dirigente socialista Fernando Buesa. El momento de máxima tensión se alcanzó en las elecciones vascas de mayo de 2001 en las que triunfó el «frente nacionalista», aunque por estrecho margen, lo que aseguró la continuidad del gobierno vasco del peneuvista Juan José Ibarretxe gracias al apoyo que recibió de Izquierda Unida, liderada en el País Vasco por Javier Madrazo.

### La ilegalización de Batasuna y el «Plan Ibarretxe»
A raíz del relativo fracaso del «frente constitucionalista» en las elecciones vascas de mayo de 2001, el gobierno del PP planteó la ilegalización de Herri Batasuna —entonces integrada en la coalición Euskal Herritarrok—, para lo que pactó con el PSOE y CiU una nueva Ley de Partidos Políticos. Así, después del atentado que perpetró ETA en Santa Pola en agosto de 2002 —que causó la muerte a dos personas y que Batasuna no condenó—, se inició el proceso de ilegalización que fue acompañado por la «suspensión» de las actividades de Batasuna por orden del juez Garzón al haber hallado pruebas de su conexión con ETA.
A principios de 2003 el Tribunal Supremo declaró ilegal a Batasuna al considerarla el «brazo político» de ETA, por lo que ya no pudo presentar candidaturas en las elecciones municipales y forales de mayo de 2003, ni en las elecciones generales del año siguiente. Tanto la nueva Ley de Partidos como el proceso de ilegalización de Batasuna fueron muy contestados por los partidos nacionalistas vascos y, como alternativa, el lehendakari Juan José Ibarretxe propuso un «plan de pacificación» basado en la celebración de un referéndum que regulara «la libre asociación de Euskadi al Estado plurinacional Español». La propuesta, conocida como Plan Ibarretxe acentuó aún más el enfrentamiento entre «nacionalistas» y «constitucionalistas» y entre los gobiernos de Madrid y de Vitoria.

### El triunfo de la izquierda en las elecciones catalanas de noviembre de 2003 y sus consecuencias: el «caso Carod»
En las elecciones catalanas de noviembre de 2003 ningún partido logró la mayoría absoluta pero gracias al acuerdo alcanzado entre el PSC-PSOE, Esquerra Republicana de Catalunya (ERC, un partido independentista que había experimentado un fulgurante ascenso), e Iniciativa per Catalunya (partido asociado con Izquierda Unida) se formó el primer gobierno de izquierdas en Cataluña desde 1936, que fue presidido por el socialista Pasqual Maragall (desalojando a CiU del poder que había monopolizado durante 23 años). El pacte del Tinell del PSC-PSOE, IC y ERC (en el que se acordó el programa del tripartit que expresamente excluía cualquier acuerdo con el PP) fue criticado duramente por el gobierno de Aznar y por el nuevo líder del PP Mariano Rajoy —quien a finales de agosto de 2003 había sido propuesto por Aznar para sustituirle como candidato en las elecciones del año siguiente— porque suponía la entrada en el gobierno catalán de un partido independentista como ERC —lo que se sumaba al reto "soberanista" vasco del Plan Ibarretxe—. También se alzaron voces en contra del tripartit dentro del PSOE.
A finales de enero de 2004 estalló un escándalo que hizo tambalearse al gobierno catalán del tripartit. En su edición del día 24 el diario ABC publicaba que el líder de ERC Josep Lluís Carod Rovira, conseller en cap de la Generalitat, se había entrevistado en Perpiñán con la cúpula dirigente de ETA para negociar una tregua exclusiva para Cataluña. Carod abandonó el cargo de conceller en cap y más tarde el gobierno tras reconocer que la entrevista con ETA se había producido pero afirmando que no había negociado nada y menos una tregua restringida a Cataluña. Sin embargo, pocos días después ETA declaraba una tregua «sólo para Cataluña con efectos del 1 de enero de 2004». El presidente del gobierno José María Aznar y el candidato del PP Mariano Rajoy exigieron entonces al líder del PSOE Rodríguez Zapatero la ruptura inmediata del "tripartito catalán", pero este hecho no se produjo y la nueva crisis se solucionó con la renuncia implícita de Carod Rovira a volver al gobierno catalán pasadas las elecciones del 14 de marzo —así Maragall nombró un nuevo conceller en cap, el también miembro de ERC, Josep Bargalló»—.

## El giro en la política exterior: el apoyo a la invasión de Irak y la oposición en la calle

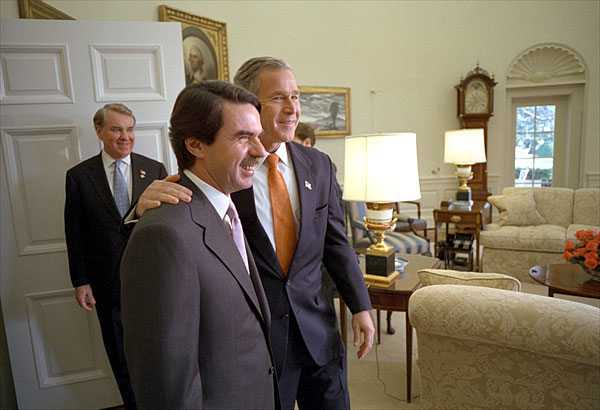
José María Aznar y George W. Bush en el despacho oval de la Casa Blanca en noviembre de 2001.

Desde un principio, el gobierno Aznar apostó por una mayor implicación de España en acciones internacionales, como lo demostró la decisión de integrar a España en la estructura militar de la OTAN a partir del 1 de enero de 1997. Así se planteó la necesidad de buscar un nuevo modelo de Fuerzas Armadas que las hiciera más operativas, lo que junto con el crecimiento espectacular de la objeción de conciencia, inclinó al PP hacia la fórmula de un ejército exclusivamente profesional poniendo fin al servicio militar obligatorio —abandonando así el modelo mixto implantado por los socialistas—.
Por otro lado, el PP apostó por un mayor alineamiento con los Estados Unidos, lo que tuvo su reflejo inmediato en la política europea especialmente cuando en 2003 se abrió el debate sobre el proyecto de Constitución Europea al que el gobierno español —junto con el polaco— se opuso al no aceptar el reparto de votos que se proponía para la adopción de decisiones en los Consejos Europeos. Esta política de «reafirmación internacional» tuvo su reflejo también en el deterioro de las relaciones con Marruecos que llegaron a una tensión máxima en el verano de 2002 con motivo de la ocupación por gendarmes marroquíes del deshabitado islote de Perejil, cercano a Ceuta, y que España consideraba bajo su soberanía. El gobierno español envió varias unidades militares para que desalojaran a los marroquíes del islote y el conflicto sólo se solucionó porque Estados Unidos intervino e impuso la vuelta al status quo ante —es decir, que las tropas españolas lo abandonaran y que el islote continuara deshabitado—.

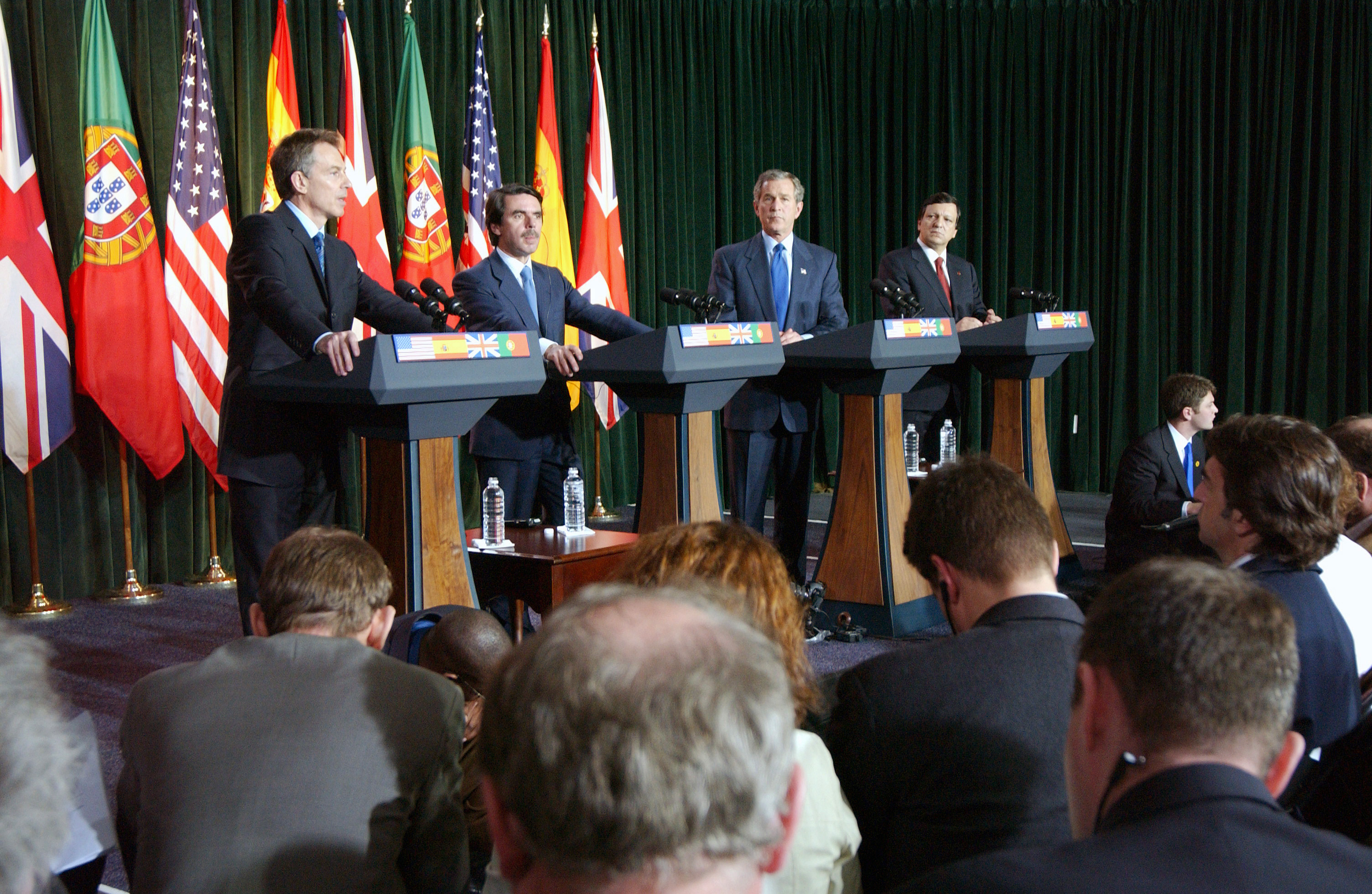
Tony Blair, José María Aznar, George W. Bush y Durão Barroso durante una rueda de prensa en las islas Azores el 17 de marzo de 2003, donde se dio el ultimátum a Sadam Huseín que inició a la guerra de Irak.

El gobierno de Aznar apoyó de forma decidida la «guerra contra el terrorismo» declarada por el presidente George W. Bush tras los atentados del 11 de septiembre de 2001 en Nueva York y Washington, por lo que cuando Estados Unidos inició la guerra de Afganistán en octubre de 2001 y la de Irak en marzo de 2003 contó con su respaldo, a pesar de que en el segundo caso la opinión pública se manifestó mayoritariamente en contra. Así el 16 de marzo de 2003 se reunieron en las islas Azores José María Aznar, el presidente norteamericano George W. Bush y el primer ministro británico, Tony Blair, y allí los tres dirigentes dieron un ultimátum a Sadam Huseín para que entregara las armas de destrucción masiva que supuestamente poseía y a continuación hicieron un llamamiento a todos los países del mundo para que se sumaran a la nueva «Alianza Trasatlántica» contra el terrorismo. Cuatro días después se inició la invasión de Irak y Aznar envió una «unidad conjunta de apoyo humanitario», que llegó a Irak un día después de la caída de Bagdad, el 9 de abril. Mientras tanto se siguieron produciendo manifestaciones en contra de la guerra —algunas encabezadas por el líder socialista Rodríguez Zapatero— aunque este descontento no se tradujo en votos en las elecciones municipales y autonómicas de mayo de 2003 ya que éstas no supusieron ningún descalabro para el Partido Popular —aunque el PSOE superó en número de votos totales al PP por primera vez desde 1993—. Después de las elecciones, Aznar envió un contingente militar a Irak (integrado por 1300 soldados) para colaborar en la «reconstrucción» y en la «seguridad» de ese país ocupado. Rodríguez Zapatero respondió con el anuncio de que si ganaba las elecciones generales del año siguiente haría volver a las tropas.

## Los atentados del «11-M» y las elecciones de marzo de 2004

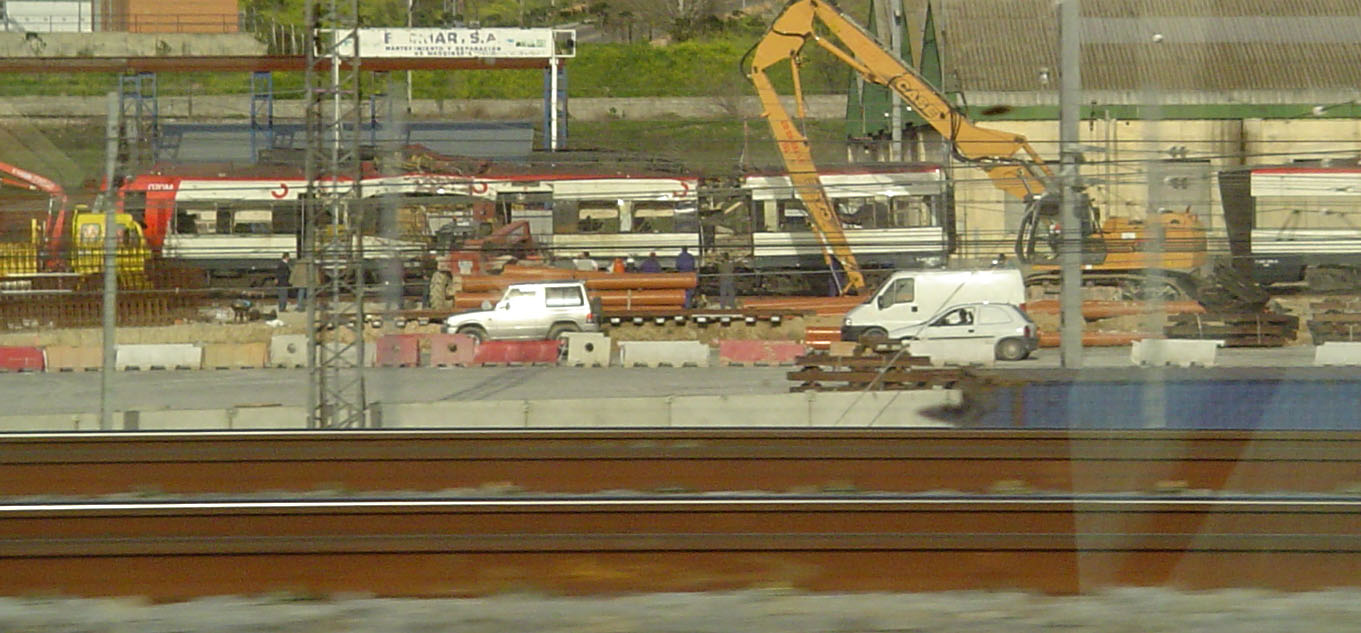
Uno de los trenes de cercanías en los que estallaron las bombas en el Atentado del 11 de marzo de 2004 en Madrid.

El jueves 11 de marzo de 2004, tres días antes de la fecha señalada para la celebración de las elecciones generales, estallan en Madrid diez bombas en cuatro trenes de cercanías causando la muerte a 192 personas e hiriendo a más de 1.755. Se trató del mayor atentado terrorista de la historia española y europea y los partidos políticos decidieron dar por concluida la campaña electoral. Inicialmente se pensó que había sido obra de ETA, sospecha que confirmó el ministro del Interior Angel Acebes pocas horas después. Sin embargo, la investigación de la policía pronto se inclinó por la pista del terrorismo islamista vinculado a Al-Qaeda —responsable de los atentados del 11-S—, aunque el gobierno mantuvo que la principal hipótesis seguía siendo ETA. La confusión sobre la autoría del atentado se puso de manifiesto en las masivas manifestaciones de rechazo al terrorismo que tuvieron lugar al día siguiente —las mayores de la historia de España, pues se calculó que unos 11 de millones de personas salieron a la calle ese día, viernes 12 de marzo— cuando parte de los asistentes gritaban «¿Quién ha sido?» y «Queremos saber la verdad» y otros «ETA asesina».
En la tarde del sábado 13 de marzo, jornada de reflexión de las elecciones del día siguiente, varios miles de manifestantes se concentraron ante las sedes del PP en las principales ciudades acusando al gobierno de «ocultar la verdad» y exigiendo «saber la verdad antes de votar», además de proferir gritos de «No a la guerra». A las 8 de la tarde compareció el ministro Acebes para informar de la detención de cinco marroquíes como presuntos responsables de los atentados. La supuesta autoría de ETA quedó en entredicho definitivamente cuando cuatro horas más tarde el ministro volvió a comparecer para comunicar que se había hallado un vídeo reivindicando el atentado en el que aparecía un individuo que, en árabe con acento marroquí, decía en nombre de Al-Qaeda:

Lo que ha ocurrido en Madrid… es una respuesta a vuestra colaboración con los criminales de Bush y sus aliados… [y] a los crímenes que habéis causado en el mundo y en concreto en Irak y en Afganistán y habrá más si Dios quiere.

El domingo 14 de marzo de 2004 se celebraron las elecciones y hacia las diez de la noche se confirmó que la victoria había sido para el PSOE, que consiguió 164 diputados —le habían faltado 12 para la mayoría absoluta—, mientras que el PP se quedó en 148. Un mes después, el 16 de abril, se produjo la tercera alternancia desde la recuperación de la democracia en España: José Luis Rodríguez Zapatero quedaba investido como nuevo presidente del gobierno, el quinto desde 1977. En el Congreso votaron a favor los diputados de su propio partido, el PSOE, más los de Esquerra Republicana de Catalunya, Izquierda Unida-Iniciativa per Catalunya, Coalición Canaria, Bloque Nacionalista Galego y Chunta Aragonesista. CiU, PNV, EA y Nafarroa Bai se abstuvieron. El PP votó en contra.